# Grenadines
Pour les articles homonymes, voir Grenadine.
Les Grenadines sont un archipel du sud des Antilles, dans la mer des Caraïbes, partagé entre les États de Saint-Vincent-et-les-Grenadines et de Grenade.

## Géographie

### Généralités
Les Grenadines forment une chaîne de plus de 600 îles et de cayes, qui s'étendent sur près de 100 km entre les îles de Saint-Vincent au nord et de Grenade au sud (ces deux îles ne font pas partie de l'archipel).
Les deux-tiers nord de l'archipel sont sous souveraineté de Saint-Vincent-et-les-Grenadines, tandis que le tiers sud appartient à la Grenade. Les deux pays sont séparés par le canal Martinique (en), passage maritime entre Union (Saint-Vincent) et Carriacou (Grenade).

### Saint-Vincent-et-les-Grenadines
À Saint-Vincent-et-les-Grenadines, l'archipel forme la paroisse des Grenadines. Sa superficie atteint 44 km2 (11 % de la superficie totale du pays) et comptait, en 2012, environ 10 234 habitants (9 % de la population du pays). Port Elizabeth, sur l'île de Bequia, est le chef-lieu de la paroisse.
La liste suivante recense les principales îles :
- Young Island (en)
- Bequia
  - Petite Niévès
  - Isle-à-Quatre
  - Pigeon

- Moustique
  - Les Piloris
  - Petite Moustique

- Savan

- Bettowia
- Baliceaux

- Canouan
  - Petite Canouan
- Mayreau
  - Tobago Cays
    - Petit Rameau
    - Petit Bateau
    - Baradal
    - Jamesby
    - Petit Tabac

  - Sail Rock
- Union
  - Palm Island (ou Prune)
  - Petit-Saint-Vincent
    - Morpion, inhabitée
    - Punaise

### Grenade
Le tiers méridional de l'archipel est rattaché à l'État de Grenade et forme la dépendance de Carriacou et Petite Martinique, dont le chef-lieu est Hillsborough sur l'île de Carriacou (la plus grande île de tout l'archipel). Au total, les îles atteignent 37 km2 (11 % du pays) et comptent environ 6 000 habitants (5 % du pays).
La liste suivante recense les principales îles :
- Carriacou
  - Petite Martinique
  - Saline
  - Frégate, 0,4 km2, inhabitée
  - Large Island, 0,5 km2, inhabitée
- Ronde
  - Île de Caille, inhabitée
- Petite Dominique
- Les Tantes
- Île Diamant
- Sandy
- The Sisters
- London Bridge
- Calivigny
- Glover's
- Green
- Hog
- Bonaparte Rocks
- Bird
- Marquis
- Pearls Rock
- Sugar Loaf
- White